# Приволжский Психоневрологический Интернат
Приво́лжский Психоневрологи́ческий Интерна́т — населённый пункт в Кимрском районе Тверской области. Входит в состав Приволжского сельского поселения.

## География
Населённый пункт находится в юго-восточной части Тверской области, на правом берегу реки Хотча, на расстоянии примерно 15 км (по прямой) к северо-востоку от города Кимры, административного центра района.

## История
В XIX веке место было ненаселенным. На карте 1978 года отмечен как Дом инвалидов Приволжский.

## Население
| 2010 |
| ---- |
| 1    |

### Национальный состав
Согласно результатам переписи 2002 года, в национальной структуре населения русские составляли 100 % из 2 чел.